# Cornelis Biezeno
Cornelis Benjamin Biezeno, né le 2 mars 1888 à Delft et mort le 5 septembre 1975 à Wageningue, est un mathématicien néerlandais, professeur de l’université technique de Delft. Il s'est principalement consacré à la théorie de la stabilité des structures élastiques.

## Biographie
Biezeno étudia les mathématiques appliquées et la théorie de l'élasticité à l’université technique de Delft de 1904 à 1909 et en sortit diplômé cum laude. Il exerça ensuite dans cet établissement comme maître de conférences, d'abord en résistance des matériaux puis en mathématiques et obtint la chaire de mécanique en 1914. Il sera rector magnificus de l’université en 1937-1938 puis de 1949 à 1951, mais, chargé par le Sénat de mettre en place des réformes impopulaires, il démissionnera face à l'opposition forcenée des étudiants.
Biezeno se consacra d'abord au développement de la statique graphique, délaissant les principes énergétiques (et notamment le principe des travaux virtuels) qu'il trouvait par trop abstraits. Le traité qu'il écrivit avec Richard Grammel, Technische Dynamik (1939), et qui fut une référence dans le monde germanophone de l'Après-guerre, en porte d'ailleurs le témoignage.
La lecture du traité d'élasticité de Love, et le perfectionnement continu des calculateurs le convainquirent toutefois de l'intérêt de l'approche analytique sur l'approche géométrique. Il se consacra alors à l'étude de la stabilité des structures élastiques (arcs, réservoir sphérique, plaques), dans la continuité des recherches initiées en ce domaine (l'hypothèse de l'état neutre) par Richard V. Southwell en 1913.
Biezeno fut l’un des organisateurs du premier Congrès International de Mécanique Appliquée (Delft, 1924). Il dirigea les thèses de doctorat de Warner Koiter et d’Adriaan van Wijngaarden. Biezeno fut docteur honoris causa de l’Université de Gand, de l’Université d'Amsterdam, et de l’Université libre de Bruxelles. Il fut élu à Institut royal des sciences des Pays-Bas en 1939, et fut récompensé avec Richard Grammel de la Médaille Timoshenko en 1960.

## Œuvres
- (en coll. avec Richard Grammel) Technische Dynamik, Springer Verlag 1939 (2nde édition en deux volumes : 1953)
- (en coll. avec Grammel) Engineering Dynamics, 4 vol., Glasgow: Blackie, 1955, 1956
- Éditeur avec Johannes Martinus Burgers, Proceedings of the first congress of applied mechanics, Delft 1924, Delft, Waltman 1925[4]